# Останній дракон
«Останній дракон» (англ. The Last Dragon), також відомий як «Дракони: Фантазія, що стала реальністю» (англ. Dragons: A Fantasy Made Real) — британський псевдодокументальний фентезійний драматичний фільм у вигляді документального фільму 2004 р., створений каналом Animal Planet. У фільмі розкривається еволюція драконів, починаючи з крейдяного періоду до XV століття, і варіанти того, якими були життя і поведінка драконів. Наголос зроблений на тому, що легенди про драконів виникли незалежно у дуже різних народів, що може бути наслідком їхнього реального існування. Згідно з фантастичним сюжетом фільму, докази існування драконів уже отримані й перевірені на автентичність, аналіз ДНК показав, що їх було (або досі є) щонайменше 5 видів.
Дія фільму розділена на дві історії. Перша використовує комп'ютерну графіку (CGI), щоб показати драконів у їхньому природному середовищі існування. Друга оповідає про сучасного науковця, співробітника музею, доктора Таннера, який вірить в існування драконів. Коли в горах знаходять заморожені останки досі невідомої істоти, Таннер разом з двома колегами з музею робить аналіз останків. У результаті дослідження вони з'ясовують подробиці життя і смерті істот, які разюче нагадують драконів.
Велика частина фільму присвячена науковому поясненню того, як 900-фунтова (410 кг) тварина могла літати та видихати вогонь.

## Сюжет
Розповідь починається з події, яка сталася 65 мільйонів років тому, десь в кінці крейдового періоду. На території тиранозавра рекса з'явився інший хижак, через якого скоротилася кількість їжі — доісторичний дракон. Голодний тиранозавр атакує дитинчати, якого знаходить на своїй території. У спробі захистити себе дракон простягає свої крила і створює видимість того, що він набагато більше, ніж є насправді. Потім, коли це не допомагає, видає пронизливий звук, який розноситься на багато миль. Для слуху хижака цей крик хворобливий. Тиранозавр продовжує атакувати, однак з неба стрімко падає дракон-мати та б'є динозавра кігтями лап. Після того, як динозавр зламав їй крило, вона видихає на його голову хмару вогню. Це смертельно ранить обох супротивників.
65 мільйонів років тому в Лондонському музею природної історії та науки молодий палеонтолог доктор Таннер оглядає череп тиранозавра. Він виявляє відмітину від кігтя, яку залишила невідома науці істота. Однак причину смерті він бачить в сильному пориві вогню, точно націленого в голову, і припускає, що це зробив дракон.
У цей час приходять фотографії з Румунії, де після сходу льодовика в Карпатських горах виявлені останки людей, датовані середніми віками. Серед людських — тіло невідомої тварини, тому румунська сторона просить у музею вченого для дослідження.
Після первинних досліджень Таннера зазначено, що істота покрита лускою і має хвіст. Було висловлено припущення, що це — рептилія, але у нього виявлені ще й дві пазуристих кінцівки, характерних для літаючих тварин. Коли визначені крила, Таннер захотів дізнатися, чи правда ця істота могла літати. У ході подальшого вивчення Таннер зрозумів, що кістки істоти мають мушляну структуру, що цілком могло сприяти польоту. Внутрішнє сканування показало наявність великого серця у тварини, потрібне для збагачення крові киснем, щоб живити м'язи, і два міхури схожої структури. Таннер припустив, що бульбашки допомагали в польоті, наповнювалися воднем, який в 14 разів легший за повітря. Він сказав своїм колегам, що це все, що потрібно для польоту, але вони не погодилися з його думкою.
Повертаємося в крейдовий період. Два тижні після битви з тиранозавром, мати дракона померла, і страшенно голодний малюк повинен сам вчитися літати. Молодик починає їсти, от тільки їжа наявна в його розпорядженні — м'ясо його власної матері. Під час їжі старий самець-дракон прилітає до бенкету. Молодик відчуває страх і тікає, але старий переслідує його. Молодий дракон вбігає в гущавину дерев, де дорослий не може літати. Тіло працює, молодик починає виробляти водень, потрібний для польоту. Коли дорослий наздоганяє молодика, той завдає удар з вмісту свого шлунку і летить у небо, тікаючи від дорослої особини.
У сьогоденні Таннер уважно оглядає внутрішність рота тварини й оголошує, що це хижак, але також помічає корінні зуби та дивується, для якої мети вони служать хижакові. Крім того, він визначає наявність м'якого піднебіння ззаду горла і ще більше дивується, єдине, що воно могло робити, це запобігати зворотній тязі вогню. Нічого в ротовій порожнині не було ясно, і все було відкрито для вогню. Таннер думав, що дракони вивергають полум'я так само, як це роблять жуки-бомбардири, що випускають рідину, нагріту до температури 100 °C.
Доісторичний дракон вже дорослий, але ще досить молодий, готується до битви. Він хоче стати ватажком, що володіє територією і самками. Але доти йому доведеться битися з іншим дорослим самцем, щоб з'їсти могутній мінерал, який знаходиться в самому центрі території драконів. Молодий дракон робить ризиковану спробу і проникає на територію старого ватажка. Два боя і молодий самець стає переможцем.
Таннер каже: щоб виробити вогонь, потрібно паливо, кисень тощо. І він розуміє, що паливо він вже знайшов — найкраще паливо, в тих міхурах: водень і метан. Обидва вони спалахують при зіткненні з повітрям і горять. Потім він бере розщеплений камінь, знайдений біля основи корінного зуба тварини, для вивчення на наявність платини, яка при з'єднанні кисню і водню, каталізує горіння. Таннер переконується в тому, що його теорія була правильною і тварина — дракон. Постає запитання, як же дракони пережили падіння метеорита, що колись погубив усіх динозаврів. У цей час диктор пояснює, що метеорит, який упав на землю, знищив більшу частину живих істот. Акули, латимерії і крокодили вижили і всі вони мали одну спільну рису, адже вони були морськими тваринами. Далі Таннер згадує, що крокодили мали хибне небо, як і у драконів, і приходить до висновку, що це еволюційний релікт, що дістався від предків, що мешкали колись у море. Диктор продовжує інформувати, що доісторичні дракони були стерті з лиця землі, але пояснює, що доісторичні дракони були не єдиними драконами, які жили незадовго до падіння метеорита. Були також морські дракони, двоюрідні родичі доісторичних, які походять від загального предка з доісторичними.
Це говорить про те, що літальні бульбашки стали застосовуватися для плавання, крила стали залишковим явищем і застосовувалися, як плавники, а великий хвіст перетворився на кермо. Коли Земля оговталася від зустрічі з метеоритом, деякі дракони повернулися з води і в кінцевому підсумку стали наземними. Таннер вважає, що легенди про морських змій були реальними спогадами про зустрічі з водними драконами. Один з його колег виявляє, що залишки помилкового неба знайдені в бамбуковому лісі, в Китаї. Таннер аргументує: водний дракон повернувся на землю і еволюціонував в нові види, один з них у бамбуковому лісі в Азії. Китайські дракони в китайській міфології були дуже тонкими і витягнутими. Всі характеристики тіла недавнього перебування у воді.
Мова йде про 50 000 років в бамбуковому лісі в Китаї. Це новий виток еволюції лісового дракона, адаптований до нових умов проживання. Слідуючи далі за драконом, виявляємо унікальну адаптацію — мімікрію. Контролюючи струмінь газу, що витікає із його міхурів, дракон може наслідувати інших тварин. Залишкові крила занадто малі для того, щоб можна було злетіти і дракон тільки й може, що спланувати на малу дистанцію. Дракон використовує полум'я, щоб смажити спійману жертву, як кухар без особливих зусиль підсмажує сире м'ясо.
У сьогоденні Таннер після алюзій з приводу морського та лісового драконів переходить до інших видів, які могли б з'явитися. Колеги Таннера показують йому на моніторі щось дивне, фрагмент кістки, він думає — це можуть бути ребра, але це не вони. Трійця науковців піднімають крила дракона і виявляють там чотири ноги. Таннер з подивом вимовляє: «Ніколи ще не було такого хребетного, яке мало б 6 кінцівок». Вони роблять тест ДНК, знаючи, що якщо це не обман, то тест скаже про це точно. ДНК тест говорить про те, що дракон мав генетичну можливість створювати кінцівки. Таннер відразу помічає, що міфи весь час говорять правду, всі описи драконів говорили саме про драконів з шістьома кінцівками. Він цитує різні описи драконів, щоб скласти повний портрет сімейства драконів, що існували на Землі. Він відсікає каркас гірського дракона, і розуміє, що це дракон з європейських казок.
Поки троє вчених готують дракона до транспортування в Англію, вони перевіряють, чи не прогавили вони чогось важливого. Знаходять-таки шматочок меча всередині серця тварини. Таннер йде до місця, де румунські вчені виявили останки людей і виявляє меч з трохи обламаним кінчиком. Диктор говорить, що дракони вижили до появи людей, які використовували полум'я дракона проти них самих. Випадкові зустрічі людини і дракона відображені в казках по всьому світу. Таннер зауважив, що людське тіло мало явні сліди опіків, але ж цей дракон ніколи не дихав вогнем. Коли румунські авторитетні вчені підійшли до дракона, Таннер розповідав, що рентгенівський аналіз показав: яєчники драконів були не активні, а значить дракон був дитиною. Троє вчених вирішили відправитися в печеру, сподіваючись знайти гніздо.
Повернемося на 500 років назад, в Карпатські гори середніх віків. Дракони вигнані у віддалені місця Європи людиною, що вторглися на їхні території. Самка гірського дракона шукала самця, вона позначала свою територію запахом. Самка готова до спаровування. Вчені досягли печери та знайшли камінь, на якому випалені симетричні лінії. Вони уважно вивчили печеру, використовуючи ехосканер. Коли самка повернулася у свій барліг, зустріла дракона та підлетіла до нього. Вони, слідуючи інстинктам, виконали ритуальний танець. Всередині печери Таннер знайшов гніздо, що містить осколки яєць і навіть одне ціле. Повернувшись в 1400-ті ми бачимо самку дракона, яка використовуючи свій вогонь підігріває яйця всередині гнізда. Самець повернувся з полювання без їжі. Замість цього він приніс інший камінь до гнізда. Самка, що захищає гніздо, дозволяє самцеві увійти в печеру і подбати про яйця. Коли самка відправляється на полювання, самець залишається і кладе камінь на гніздо. Але замість того, що б зберігати високу температуру, він охолоджує температуру яєць для того, щоб з яєць вилупилися самки. Самка повертається з полювання і знаходить самця, що спить на посту. Вона відразу розуміє, що всередині печери щось не так. Вона відчуває, що температура в гнізді занадто мала і намагається повернути її в норму. Самець відчув небезпеку і втік.
Доросла самка напала на велику рогату худобу біля найближчого селища, сподіваючись нагодувати свою юну дочку, сердячись на селян. Коли самка тільки почала вчити свою доньку секретам видихання вогню, прийшли люди з явним наміром знищити дракона. Вони знайшли дитинча, яке не вміло ще захищатися, і вбили його. Мати повернулася в барліг занадто пізно і виявила свою дочку мертвою. Один із селян незабаром убитий оскаженілою матір'ю. Дракониха намагалася залучити іншого самця, але не вдалося. В її будинок повернулися люди, цього разу їх було більше. Вони не змогли вбити самку, проте вона скоро сама загинула від голоду.
Повернімося в сьогодення, Таннер знаходить щось на зразок кімнати і, увійшовши в неї, виявляє самку. Повернувшись у музей в Англії, Таннер показав останки своїм колегам, легенди про драконів були правдою. Диктор говорить: «Історія життя нашої планети була переписана, мати і її дитя… возз'єдналися. Остання легенда. Міфи стають реальністю. Тепер кожен міф про драконів зі всього світу ставить перед нами питання: „Чи було це теж?“».
Минув рік з того часу. Таннер — тепер професор Таннер — бере картку одного зі своїх колег. Таннер відкриває її і намагається знайти фото, дивиться на фото і каже, що вони говорили тільки два місяці тому. Таннер виходить з задумливого стану, похитуючи руками як крилами.

## Ролі
- Пол Хілтон — доктор Таннер
- Катрін Бах — біолог
- Ейден Вудворд — інформаційний аналітик
- Том Чедбон — куратор музею
- Нікколо Чіоні — лідер лицарів
- Хеміш Маклеод — лицар
- Бредлі Левелл — оповідач (голос)

## Біологія і поведінка драконів
Цей розділ представляє вигадані факти біології та поведінки драконів (оскільки фільм належить до жанру фантастики — доку-фікшн).

### Отримання водню
Дракони в ході своєї еволюції вдалися до допомоги мікрофлори для того, щоб навчитися польоту і видихання вогню. Багато тварин мають у шлунку активні бактерії, які допомагають перетравлювати їм їжу. Бактерії всередині шлунків драконів виробляють водень. Водень, що з'являється всередині шлунка, переноситься в спеціальні бульбашки.

### Політ
Дракони мають різні характеристики польоту. Раковинна структура їхніх кісток дозволяє їм бути легкими, володіючи при цьому достатньою силою. Велике серце також типово для літаючих тварин, яке потрібно для рясного харчування киснем м'язів під час польоту. Хоча вони і володіють великими крилами, вони можуть злетіти не вище, ніж на 6 м, співвідношення габаритів крил до ваги тіла не достатньо, щоб злетіти вище.
Дракони все ж побороли це, використовуючи два міхури. Повністю наповнені бульбашками міхури мають об'єм в 30 кубічних футів (близько 0,84 кубічного метра). У міхурах містяться водень і метан, обидва легші за повітря, що допомагає підійматися вище. Цього обсягу газу достатньо для підйому в повітря вантажу масою близько 1 кілограма.

### Вогняне дихання
Бульбашки використовуються, як засіб плавати, а також як паливо для вогняного дихання. Водень і метан при зустрічі з повітрям у присутності платини (у вигляді губчастої платини або платинової черні — порошку з розміром частинок 20-40 мкм) як каталізатор горіння. У ротовій порожнині дракон забезпечений пластинами і має помилкове небо в глотці, в точності як у крокодила, для того, щоб вогонь не потрапляв всередину.
Внаслідок подвійного використання бульбашок виходить, що чим більше полум'я дракону доведеться викинути, тим менше він зможе пролетіти.

## Критика
Рейтинг на сайті IMDb — 6,8/10. Фільм номінувався на три нагороди[які?].